# Hospitalisation
L'hospitalisation est l'admission d'un patient dans un centre hospitalier (hôpital ou clinique).
Il existe plusieurs modes d'hospitalisation. Le cas général est celui où le patient est adressé par un médecin généraliste ou spécialiste sur la base d'un diagnostic ; le patient prend rendez-vous, il peut se rendre à l'hôpital par ses propres moyens, ou dans une ambulance, le transport étant parfois pris en charge par l'assurance maladie.
Le patient peut également être amené au service d'accueil des urgences par un véhicule de secours (type ambulance, véhicule de secours et d'assistance aux victimes, unité mobile hospitalière) ; il peut également s'y rendre par ses propres moyens. Voir aussi : Médecine d'urgence.
Il existe d'autres modes d'hospitalisation :
- l'hospitalisation à domicile ;
- l'hospitalisation de jour ;
- l'hospitalisation sans consentement (ou « internement psychiatrique ») : dans les pays respectant les Droits de l'homme, l'hospitalisation est normalement volontaire ; toutefois, il existe des procédures d'hospitalisation forcée dans l'intérêt du patient ou pour protéger son entourage, dans les cas pour lesquels on estime que le patient n'est pas en mesure d'exercer son libre arbitre ;
- l'hospitalisation sociale, que les établissements de santé cherchent à éviter.